# Jernej Novak (dramaturg)
Jernej Novak, slovenski gledališki kritik in dramaturg, * 13. november 1946, Ljubljana.
Novak je leta 1975 diplomiral iz primerjalne književnosti in literarne teorije na ljubljanski Filozofski fakulteti. Po končanem študiju je bil do 1980 novinar v kulturni redakciji Ljubljanskega Dnevnika, nato dramski urednik pri RTV Slovenija do 1991, ko je postal prav tam dramaturg. Uveljavil se je kot pronicljiv gledališki kritik, od 1980 sodeluje kot selektor na Borštnikovem srečanju v Mariboru. Je tudi avtor več dramaturgij, dramatizacij ter televizijskih scenarijev in nekaj filmskih dramaturgij.